# Samira Saizewa
Samira Saizewa (russisch Замира Хаматхановна Зайцева, engl. Transkription Zamira Zaytseva, geb. Ахтямова – Achtjamowa – Akhtyamova;; * 16. Februar 1953) ist eine ehemalige sowjetische Mittelstreckenläuferin, deren Spezialstrecke die 1500-Meter-Distanz war. 
Sie gewann jeweils die Silbermedaille bei den Leichtathletik-Halleneuropameisterschaften 1979 in Wien, bei den Leichtathletik-Europameisterschaften 1982 in Athen und bei den Leichtathletik-Weltmeisterschaften 1983 in Helsinki.
1979 wurde sie in der Halle und 1983 im Freien sowjetische Meisterin.

## Persönliche Bestzeiten
- 800 m: 1:56,21 min, 27. Juli 1983, Leningrad
  - Halle: 2:01,7 min, 15. Februar 1980, Moskau
- 1000 m: 2:38,3 min, 19. August 1979, Nizza
- 1500 m: 3:56,14 min, 27. Juli 1982, Kiew
  - Halle: 4:03,9 min, 25. Februar 1979, Wien
- 1 Meile: 4:22,5 min, 15. Juni 1981, Kiew
  - Halle: 4:30,1 min, 3. März 1979, Fort Worth
- 2000 m: 5:37,55 min, 4. August 1984, Moskau
- 3000 m: 8:35,74 min, 17. August 1985, Moskau
  - Halle: 8:57,3 min, 23. Februar 1983, Cosford (Shropshire)